# Gueorgui Dimitrov
Gueorgi Dimitrov Mijáilov (en búlgaro, Георги Димитров Михайлов), también conocido como Georgi Mijáilov Dimitrov (Георги Михайлов Димитров) e igualmente por la forma rusa de su nombre, Georgui Mijáilovich Dimítrov (Георгий Михайлович Димитров) (Kovachevtsi, Provincia de Pernik; 18 de junio de 1882 - Moscú; 2 de julio de 1949) fue un político y abogado búlgaro, secretario general de la Internacional Comunista entre 1934 y 1943.

## Infancia
Gueorgui Dimitrov Mijáilov nació en la comuna de Kovachevtsi, Distrito de Radomir, Departamento de Kyustendil, Principado de Bulgaria, Imperio Otomano), el 18 de junio de 1882, fue el primero de seis hijos de una pareja que migró proveniente de Macedonia del Pirin la madre Parashkeva Doseva de familia protestante nacida en Bansko y el padre Dimitr, artesano, nacido en Mehomiya. Debido a las dificultades para ambos de encontrar trabajo se mudaron a Radomir y luego a Sofía, donde el joven Gueorgi, a pesar de tener problemas de salud, terminó sus estudios. Se educó bajo una mezcla de ideologías religiosas ortodoxas-protestantes-islamistas-laicistas y un ambiente social en constante agitación por las guerras imperiales regionales, la crisis política otomana, el nacionalismo búlgaro y auge de la industrialización que traía consigo sindicalismo, anarquismo y socialismo-marxista. Por su afición a las letras comenzó a trabajar en una imprenta en 1894 aprovechando la primera oportunidad para afiliarse en el Sindicato de Impresores, donde pronto descubrió su atracción a la política y posteriormente el marxismo, ingresando en 1903 al Partido Social-Demócrata de los Trabajadores de Bulgaria.

## Militancia
Militante comunista desde su juventud, fue uno de los dirigentes de la fallida insurrección revolucionaria en Bulgaria de 1923. Se exilió de su país y trabajó para la Komintern en varios países, siendo detenido en 1933 en Alemania tras la toma del poder por parte de los nazis al ser acusado de la quema del Reichstag (esta acción sirvió de pretexto al Partido Nacionalsocialista Obrero Alemán (NSDAP) para encarcelar y perseguir a los militantes y activistas comunistas).

## Carrera profesional
Dimitrov se unió al Partido Obrero Socialdemócrata Búlgaro en 1902, y en 1903 siguió a Dimitar Blagoev y su ala, ya que formaron el Partido Obrero Socialdemócrata de Bulgaria ("El Partido Estrecho", o tesniaks).  Este partido se convirtió en el Partido Comunista Búlgaro en 1919, cuando se afilió al bolchevismo y al Komintern.
De 1904 a 1923, fue secretario de la Federación General de Sindicatos.  En 1911, pasó un mes en prisión por calumniar a un funcionario de la Federación Libre de Sindicatos rival, a quien acusó de romper huelgas.  En 1915 (durante la Primera Guerra Mundial) fue elegido miembro del Parlamento búlgaro y se opuso a la votación de un nuevo crédito de guerra.  
En el verano de 1917, tras intervenir en defensa de los soldados heridos a los que un oficial ordenaba desalojar un vagón de tren de primera clase, fue acusado de "incitación al motín", despojado de su inmunidad parlamentaria y encarcelado el 29 de agosto de 1918.
Liberado en 1919, pasó a la clandestinidad e hizo dos intentos fallidos de visitar Rusia, llegando finalmente a Moscú en febrero de 1921. Regresó a Bulgaria más tarde en 1921 pero regresó a Moscú y fue elegido en diciembre de 1922 para el ejecutivo de Profintern, el partido comunista sindical internacional.

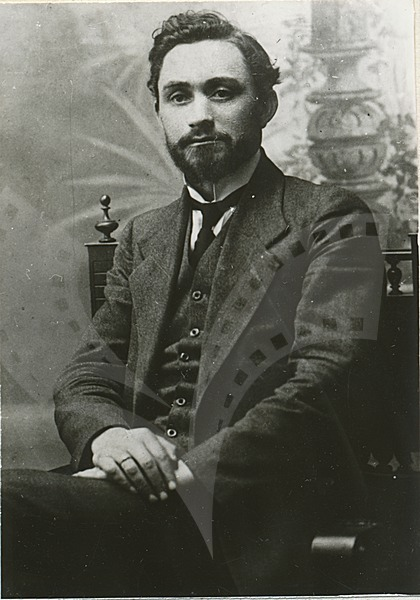
Gueorgui Dimitrov en 1911

Tras ser encarcelado en Alemania, estudió el derecho y las leyes alemanas para exponer su defensa ante un tribunal, siendo absuelto de todos los cargos y fue repatriado a la URSS, que le concedió la nacionalidad soviética. En 1934 fue elegido secretario general de la Internacional Comunista y, como tal, presidió su último Congreso en 1935, en el que se aprobó la táctica de los frentes populares, llevada a cabo en países como Chile, Francia y España.
Escribió numerosas resoluciones contra el fascismo y sus métodos como 'El fascismo es la guerra'. Tras la Segunda Guerra Mundial y con las tropas del Ejército Rojo en su país, retornó a Bulgaria y fue elegido diputado por el Frente Democrático, que ganó las elecciones por mayoría absoluta. En 1946, los búlgaros declaran en referéndum su deseo de establecer una república, poniendo fin a la monarquía de Simeón II, y al año siguiente el Partido Comunista Búlgaro (PCB) se hace con el poder, nacionalizando la economía. Dimitrov es elegido secretario general del PCB.

## Juicio en Alemania
Dimitrov estaba en Berlín cuando los nazis llegaron al poder y fue arrestado el 9 de marzo de 1933 por el testimonio de un camarero que afirmó haber visto a "tres rusos" (en realidad, Dimitrov y otros dos búlgaros, Vasil Tanev y Blagoy Popov, ambos miembros de la facción que había suplantado a Dimitrov en el Partido Comunista Búlgaro) hablando en un café con Marinus van der Lubbe, quien más tarde sería acusado por los nazis de incendiar el Reichstag.  Durante el juicio de Leipzig, Dimitrov decidió rechazar un abogado y, en cambio, defenderse de sus acusadores nazis, principalmente Hermann Göring, utilizando el juicio como una oportunidad para defender la ideología del comunismo. Al explicar por qué eligió hablar en su propia defensa, Dimitrov dijo:
"Admito que mi tono es duro y sombrío. La lucha de mi vida siempre ha sido dura y sombría. Mi tono es franco y abierto. Estoy acostumbrado a llamar a las cosas por su nombre. No soy un abogado que comparece ante este tribunal por el mero hecho de su profesión. Me estoy defendiendo a mí mismo, un comunista acusado. Estoy defendiendo mi honor político, mi honor como revolucionario.  
Estoy defendiendo mi ideología comunista, mis ideales. Estoy defendiendo el contenido y el significado de toda mi vida.  

Por estas razones, cada palabra que digo en este tribunal es parte de mí, cada frase es la expresión de mi profunda indignación contra la injusta acusación, contra la imputación de este crimen anticomunista, el incendio del Reichstag de los comunistas".
La conducta tranquila de Dimitrov en su defensa y las acusaciones que dirigió a sus fiscales le ganaron renombre mundial. El 24 de agosto de 1942, The Milwaukee Journal declaró que en el juicio de Leipzig, Dimitrov mostró "la exhibición más magnífica de coraje moral jamás vista en ningún lugar". En Europa, un dicho popular se extendió por todo el continente: "Solo hay un hombre valiente en Alemania, y es búlgaro". 
Dimitrov, Tanev y Popov fueron absueltos. Dos meses después, el 23 de diciembre, la URSS logró la liberación de los tres búlgaros, a quienes se les concedió la ciudadanía soviética.

## Líder de la Comintern
Cuando Dimitrov llegó a Moscú, el 27 de febrero de 1934, Iósif Stalin lo animó a poner fin a la práctica de denunciar a los socialdemócratas como "socialfascistas", prácticamente indistinguibles de los fascistas reales, y a promover tácticas de frente único contra el fascismo. En abril, cuando su fama creció a raíz del Juicio de Leipzig, fue nombrado miembro del Ejecutivo del Komintern y de su secretaría política, a cargo de las secciones angloamericana y centroeuropea.  

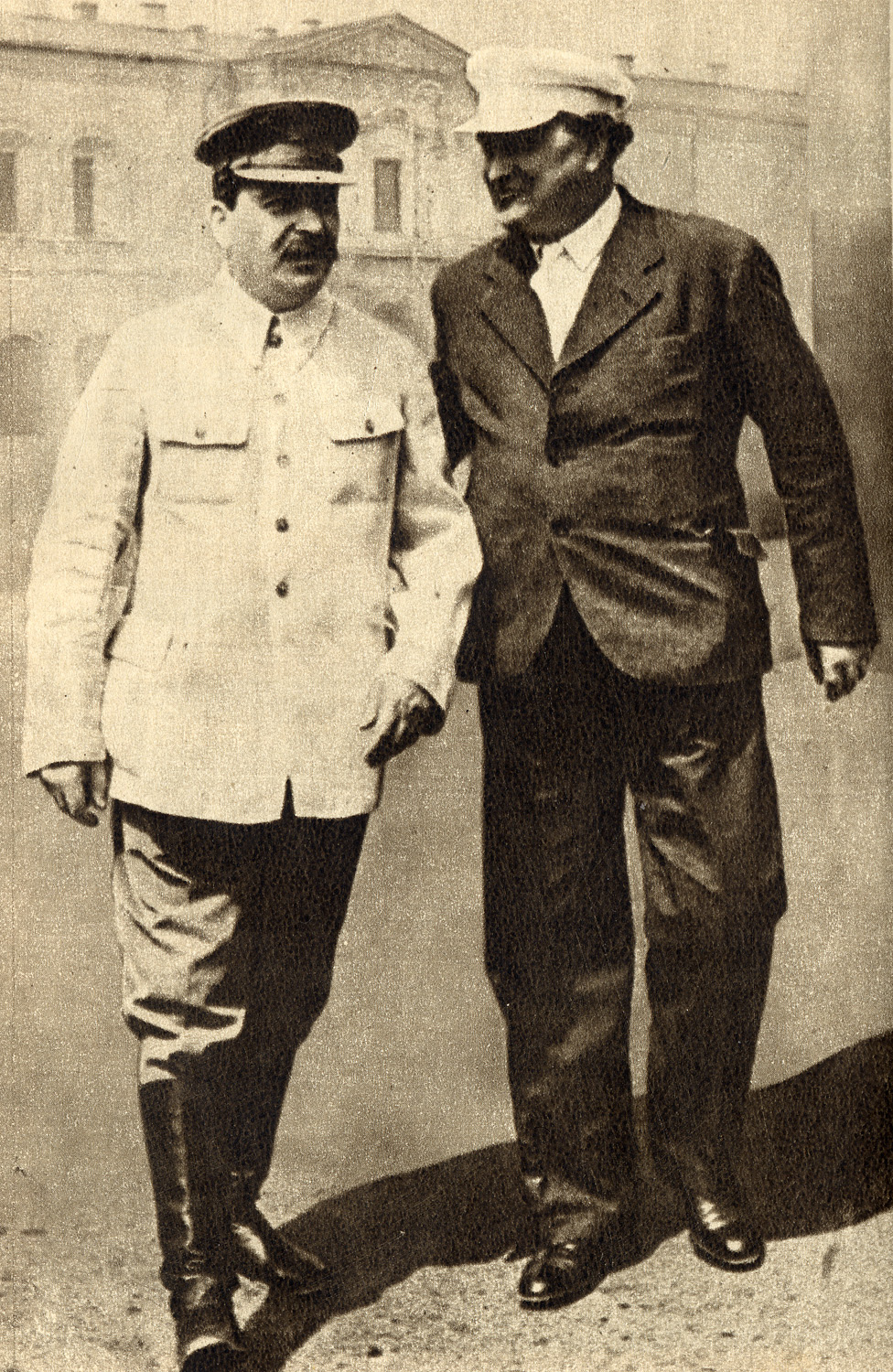
Iósif Stalin y Dimitrov en Moscú en 1936

Estaba siendo posicionado para tomar el control del Komintern de los viejos bolcheviques, Ósip Piátnitski y Wilhelm Knorin, quienes lo habían controlado desde 1923. Dimitrov fue elegido por Stalin para ser el jefe del Komintern en 1934. Tzvetan Todorov dice: "Se convirtió en parte del círculo íntimo del líder soviético". Fue la presencia dominante en el 7.º Congreso del Komintern, en julio-agosto de 1935, en el que fue elegido secretario general del Komintern.

## Líder de Bulgaria
En 1946, Dimitrov regresó a Bulgaria después de 22 años en el exilio y allí se convirtió en líder del Partido Comunista. Después de la fundación de la República Popular de Bulgaria en 1946, Dimitrov sucedió a Kimon Georgiev como primer ministro, manteniendo su ciudadanía de la Unión Soviética. Dimitrov comenzó a negociar con Josip Broz Tito sobre la creación de una Federación de Eslavos del Sur, que había estado en marcha desde noviembre de 1944 entre los líderes comunistas búlgaros y yugoslavos. La idea se basó en la noción de que Yugoslavia y Bulgaria eran las dos únicas patrias de los eslavos del sur, separadas del resto del mundo eslavo. La idea finalmente resultó en el acuerdo de Bled de 1947, firmado por Dimitrov y Tito, que pedía abandonar las barreras de viaje fronterizas, organizar una futura unión aduanera y el perdón unilateral de Yugoslavia de las reparaciones de guerra búlgaras. El plan preliminar para la federación incluía la incorporación de la Región de Blagóevgrad a la República Popular de Macedonia y el regreso de las Tierras Lejanas Occidentales de Serbia a Bulgaria. Anticipándose a esto, Bulgaria aceptó maestros de Yugoslavia que comenzaron a enseñar el idioma macedonio recién codificado en las escuelas de Pirin Macedonia y emitió la orden de que los búlgaros de la región de Blagóevgrad deberían reclamar una identidad macedonia.
Sin embargo, pronto surgieron diferencias entre Tito y Dimitrov con respecto tanto al futuro país conjunto como a la cuestión de Macedonia. Mientras que Dimitrov imaginó un estado en el que Yugoslavia y Bulgaria estarían en pie de igualdad y Macedonia estaría más o menos unida a Bulgaria, Tito vio a Bulgaria como una séptima república en una Yugoslavia ampliada estrictamente gobernada desde Belgrado. Sus diferencias también se extendieron al carácter nacional de los macedonios; mientras que Dimitrov los consideraba una rama de los búlgaros, Tito los consideraba una nación independiente que no tenía nada que ver con los búlgaros.  La tolerancia inicial por la macedonización de Pirin Macedonia se convirtió gradualmente en una alarma absoluta.
En enero de 1948, los planes de Tito de anexar Bulgaria y Albania se habían convertido en un obstáculo para la política del Kominform y los demás países del Bloque del Este.  En diciembre de 1947, Enver Hoxha y una delegación albanesa fueron invitados a Bulgaria.  Durante su reunión, Dimitrov le dijo a Enver Hoxha, sabiendo de la actividad subversiva de Koçi Xoxe y otros funcionarios albaneses pro-yugoslavos: "¡Mira, camarada Enver, mantén el Partido puro! ¡Que sea revolucionario, proletario y todo te irá bien!".
Después de la ruptura inicial, Stalin invitó a Tito y Dimitrov a Moscú con respecto al reciente incidente. Dimitrov aceptó la invitación, pero Tito se negó y envió en su lugar a Edvard Kardelj, su socio cercano.  La disputa resultante entre Stalin y Tito en 1948 le dio al gobierno búlgaro una oportunidad muy esperada de denunciar la política yugoslava en Macedonia como expansionista y de revisar su política sobre la cuestión macedonia.  Se abandonaron las ideas de una Federación Balcánica y una Macedonia Unida, se expulsó a los maestros macedonios y se interrumpió la enseñanza del macedonio en toda la provincia. En el 5.º Congreso del Partido de los Trabajadores de Bulgaria, Dimitrov acusó a Tito de "nacionalismo" y hostilidad hacia los comunistas internacionalistas, específicamente la Unión Soviética.  A pesar de las consecuencias, Yugoslavia no revirtió su posición de renunciar a las reparaciones de guerra de Bulgaria, tal como se define en el acuerdo de Bled de 1947.

## Muerte

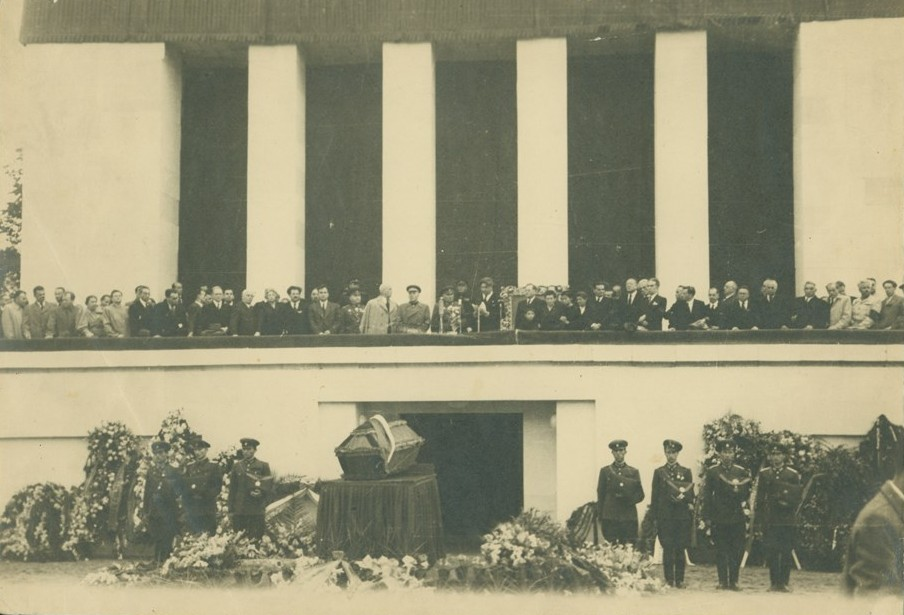
Funeral de Dimitrov en 1949

Tras una larga enfermedad, es enviado a un hospital a la URSS, donde fallece el 2 de julio de 1949. En su honor fue construido un mausoleo en Sofía, donde permaneció con todos los honores hasta la caída de la República Popular de Bulgaria en 1990. En memoria suya, Bulgaria entregaba el Premio Dimitrov y la Orden de Georgi Dimitrov. También se denominó en su honor Batallón Dimitrov a una unidad de las Brigadas Internacionales durante la guerra civil española, formada por voluntarios provenientes de los Balcanes, Grecia y Europa Central

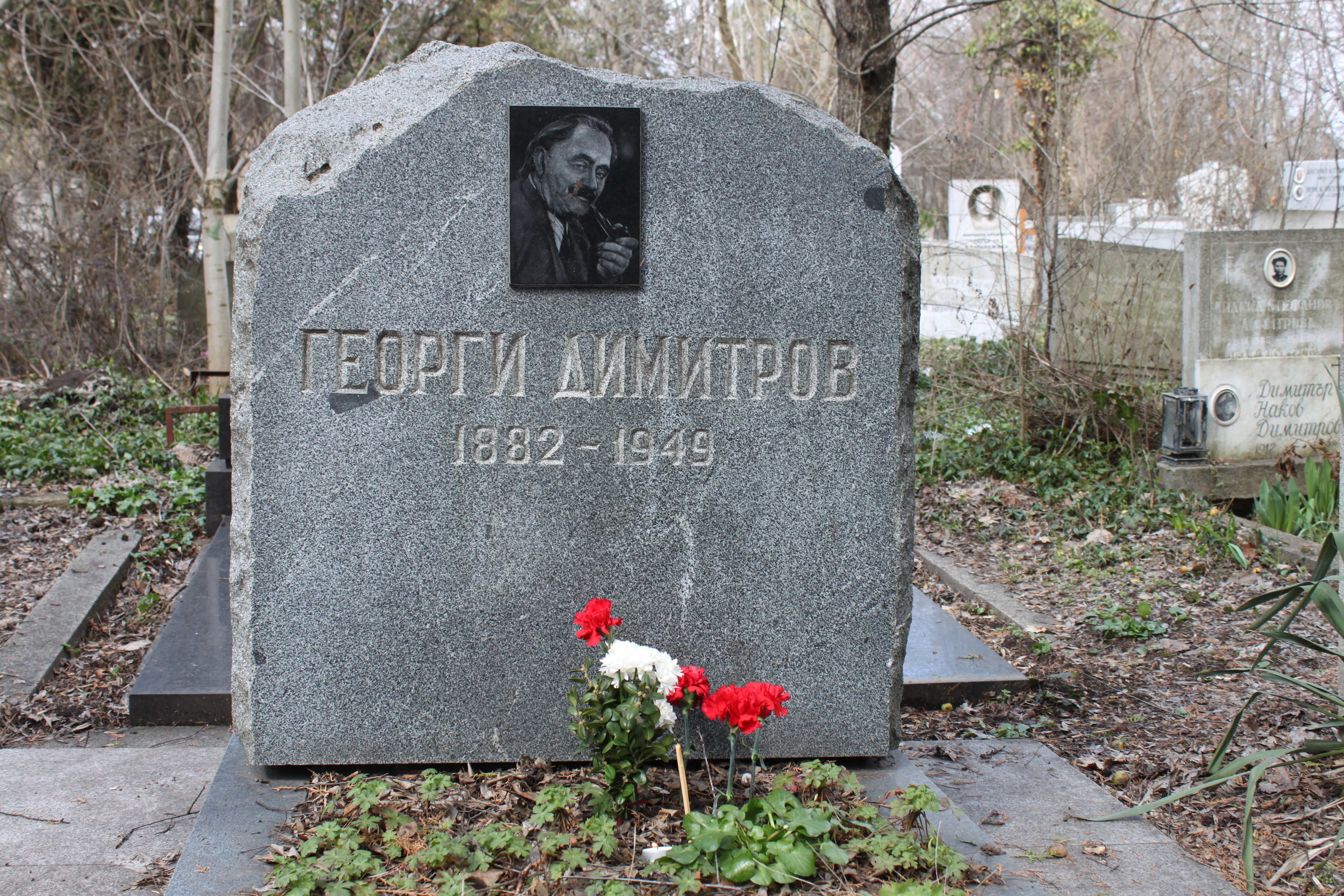
Tumba de Dimitrov en Sofía.

## Trascendencia
Actualmente, continúa en pie una estatua de Dimitrov en la Place Bulgarie de Cotonú, Benín. 
Denominaciones en honor de Gueorgui Dimitrov Mijáilov: 
- ciudades: Dimitrovgrad (Óblast de Uliánovsk, Federación Rusa), Dimitrovgrad (Provincia de Haskovo, Bulgaria) (creada durante su gobierno), Dimitrov (Provincia de Ararat, Armenia), Dymytrov (Krasnoarmiysk, Donetsk, Ucrania).
- barrios: Barrio Jorge Dimitrov (Managua, Nicaragua) y Barrio George Dimitrov (Maputo, Mozambique).
- existe una avenida con el nombre del político búlgaro en Phnom Penh, Camboya. Ambos hechos tuvieron lugar en los años en los que estos países eran repúblicas socialistas.
- también existen calles, monumentos y lugares en distas ciudades y puntos geográficos del mundo.
- premiaciones: Orden de Georgi Dimitrov (al servicio de Bulgaria y el socialismo entre 1950 y 1991), Premio Dimitrov (principal premio a las ciencias, artes y la paz en Bulgaria entre 1950 y 1990).
- milicia: Batallón Dimitrov (1936), nombre unidad militar número 18 de la XV Brigada Internacional durante la guerra civil española, formada con más de 800 exiliados de los Balcanes.